# 血戰：最後的吸血鬼 (電影)
《血戰：最後的吸血鬼》（英語：Blood: The Last Vampire），拍於2009年的法國、日本、香港合作電影，由克里斯·納漢執導，全智賢主演，江志強、于仁泰等監製，以Production I.G製作的同名動畫的故事作藍本。2009年5月29日日本上映，6月4日香港上映。

## 故事內容
小夜（全智賢飾）表面看似是一個平凡不過的十六歲少女，但她卻隱藏著修練超過四百年的半人半妖的靈魂。小夜的父親是人類，然而母親卻是邪惡的吸血鬼，而小夜將要肩負起一個重任。
半人半妖的血統讓她在四百年來受盡排擠，唯一令她支持存活在世上的理由是用她的武士刀將所有吸血鬼殺盡，而且還要替村裡所有的好友、特別是養活她的加藤復仇，就是殺掉她的母親鬼源（小雪飾）。最大的弱點就是她需要吸取血液來維持她的生命。
時值越戰期間，小夜被某神秘組織調派至日本東京某美軍基地。調派至這裡後，小夜發覺會很快可以跟鬼源決一死戰，而跟她聯手搭檔的將軍女兒愛麗絲亦令她意識到自己能打敗鬼源的關鍵。

## 人物
- 全智賢：小夜
- 小雪：鬼源
- 艾莉森·米勒：愛麗絲
- 倉田保昭：加藤

## 工作人員
- 導演：Chris Nahon
- 編劇：周隼
- 動作導演：元奎
- 原作：Production I.G《BLOOD: THE LAST VAMPIRE》（劇本及角色原創：神山健治、寺田克也）
- 監製：江志強、于仁泰、Jamie Beardsley、Abel Nahmias
- 攝影指導：潘恆生 (HKSC)
- 剪接：Marco Cavé

## 外部連結
- 日本官方網頁
- 劇情介紹、劇照 （页面存档备份，存于）
- 開眼電影網上《血戰：最後的吸血鬼》的資料（繁體中文）
- 时光网上《小夜刀：最后的吸血鬼》的資料（简体中文）
- 豆瓣电影上《小夜刀：最后的吸血鬼》的資料 （简体中文）
- 爛番茄上《血戰：最後的吸血鬼》的資料（英文）
- AllMovie上《血戰：最後的吸血鬼》的资料（英文）
- 互联网电影数据库（IMDb）上《血戰：最後的吸血鬼》的资料（英文）